# Ambarrer

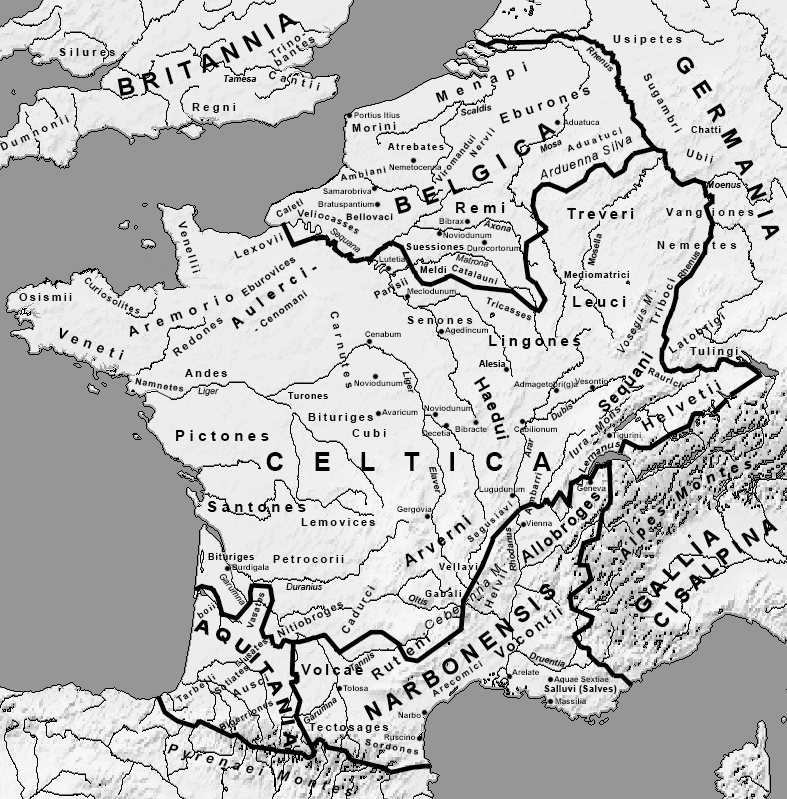
Gallische Stämme; die Ambarrer sind an der Grenze Celtica/Narbonensis zu finden

Die Ambarrer (lat. Ambarri) waren ein keltischer Stamm, dessen Siedlungsgebiet zu beiden Seiten des Arar (Saône) lag, wie der ursprüngliche Name *Ambi-arari („die an beiden Seiten des Arar Wohnenden“) zeigt (siehe auch Souconna). Ihre unmittelbaren Nachbarn waren die Haeduer und die Allobroger.
Bei Titus Livius (Ab urbe condita libri CXLII; V, 34) ist zu lesen, dass der Biturigen-König Ambicatus wegen drohender Übervölkerung Galliens seine Neffen Bellovesus und Segovesus mit einem Teil des Stammes aussandte, sich neue Wohngebiete zu erobern.

„Tum Segoueso sortibus dati Hercynei saltus; Beloueso haud paulo laetiorem in Italiam uiam di dabant. Is quod eius ex populis abundabat, Bituriges, Aruernos, Senones, Haeduos, Ambarros, Carnutes, Aulercos exciuit. Profectus ingentibus peditum equitumque copiis in Tricastinos uenit.“

„(Darauf erhielt Segovesus durch die Lose die Hercynischen Wälder; dem Bellovesus gaben die Götter den weit erfreulicheren Weg nach Italien. Der bot auf, was seine Völker an Überzahl hatten, Biturigen, Arverner, Senonen, Haeduer, Ambarrer, Karnuten und Aulerker, machte sich mit ungeheuren Truppenmassen an Fußsoldaten und Reitern auf den Weg und kam in das Gebiet der Tricastiner.)“